# Ichthyolestes
Ichthyolestes (gr. «ladrón de peces») es un género de cetáceos arqueocetos de la familia Pakicetidae endémico del norte de Pakistán durante el Lutetiano del Eoceno Medio (hace 48,6 - 40,4 millones de años), existiendo durante 8,4 millones de años.
Ichthyolestes fue designado por Dehm y Oettingen-Spielberg en 1958. Su especie es Ichthyolestes pinfoldi. Fue considerado monofilético por Uhen. Fue asignado a Mesonychidae por Dehm y Oettingen-Spielberg en 1958 y Carroll en 1988; a Pakicetinae por Gingerich y Russell en 1990; a Protocetidae por West (1980), Kumar y Sahni en 1985, Kumar y Sahni en 1986 y Benton en 1993; a Cetacea por Sepkoski en 2002 y a Pakicetidae por McKenna y Bell en 1997, Thewissen y Hussain en 1998, Williams en 1998, Thewissen en 2001, Geisler y Sanders en 2003, McLeod y Barnes en 2008 y Uhen en 2010.

## Distribución de los fósiles
Los fósiles son exclusivos del norte de Pakistán.